# 謙遜耗子
謙遜耗子樂團是一個美國的獨立搖滾樂團。樂團於1993年在華盛頓州的伊賽卡組成，由吉他手伊賽克·布洛克（Isaac Brock）、鼓手捷瑞米·葛林（Jeremiah Green）和貝斯手艾瑞克·裘帝（Eric Judy）發起。自從在2000年和新力所屬的Epic唱片公司簽約後，謙遜耗子達到了流行和成功。

## 樂團簡介
主唱布洛克在閱讀維吉尼亞·伍爾芙的故事《牆上的記號（The Mark On the Wall）》時想到了「謙遜耗子」（Modest Mouse）這個名稱。作者伍爾芙用「謙遜的，顏色像老鼠一樣的人們（modest, mouse-coloured people）」來形容工作中的中產階級人們。

## 主要成員
- 伊賽克·布洛克（Isaac Brock） - 主唱、吉他、斑鳩琴、鍵盤
- 艾瑞克·裘帝（Eric Judy） - 貝斯、吉他、鍵盤、主唱、打擊樂器
- 捷瑞米·葛林（Jeremiah Green）- 鼓、打擊樂器（捷瑞米在專輯《Good News for People Who Love Bad News》完成之前離開之後，又重返樂團）
- 強尼馬爾（Johnny Marr）- 主唱、吉他（於2006年加入，為英國樂團 The Smiths 的吉他手）

## 其他成員
- 赫屈·哈瑞斯（Hutch Harris） - 吉他手
- 湯姆·派洛索（Tom Peloso） - 主唱、小提琴手、大貝斯手、其他弦樂
- 丹·蓋路奇（Dann Gallucci） - 吉他手、鍵盤手、主唱、打擊樂手、合成樂器（多次進出樂團，在2005年8月之後，已經完全離開樂團）
- 班傑明·威可（Benjamin Weikel，早期成員） - 鼓手、打擊樂手
- 克里斯·馬傑拉（Chris Majeras，早期成員） - 鍵盤手
- 班·布蘭肯西普（Ben Blankenship，早期成員） - 鋼棒吉他、鍵盤手、貝斯手、斑鳩琴手
- 史提夫·沃德（Steve Wold，早期成員） - 吉他手
- 約翰·威克哈特（John Wickhart，早期成員） - 貝斯手
- 尼可·強森（Nicole Johnson，早期臨時伴唱成員） - 《Building Nothing Out of Something》、《This Is A Long Drive For Someone With Nothing To Think About》、《The Lonesome Crowded West》歌曲的主唱

## 作品

### 專輯
- 《無憂無慮的人的長途旅行》This Is a Long Drive for Someone with Nothing to Think About（Up唱片公司，1996年發行）
- 《寂寞又擁擠的西邊》The Lonesome Crowded West（Up唱片公司，1997年發行）
- 《月亮和南極洲》The Moon and Antarctica（Epic唱片公司，2000年發行）
- 《改變悲觀的人》Good News for People Who Love Bad News（Epic唱片公司，2004年發行）英國排行成績第40名
- 《在沈船之前逝去》We Were Dead Before the Ship Even Sank（Epic唱片公司，預計於2007年3月發行）

## 外部連結
- 謙遜耗子官方網站（页面存档备份，存于）
- Epic唱片設立的謙遜耗子網站
- 謙遜耗子英文歌詞（页面存档备份，存于）
- Onion A.V. Club訪問伊賽克·布洛克
- Filter雜誌的伊賽克·布洛克專訪
- 謙遜耗子的Song Meanings（页面存档备份，存于）